# شهرستان شیچیان
شهرستان شیچیان (به لاتین: Shiqian County) یک شهرستان‌های جمهوری خلق چین در چین است که در تانگرن واقع شده‌است.